# Tallinna Vesi
AS Tallinna Vesi est une entreprise responsable de l'approvisionnement en eau de la région de Tallinn en Estonie.

## Présentation
En plus d'organiser le traitement de l'eau potable et sa distribution, l'activité de Tallinna Vesi comprend également le traitement des eaux usées. 
L'entreprise a signé un contrat de service avec la ville de Tallinn, où elle s'engage à organiser l'approvisionnement en eau de la ville.
L'entreprise dessert plus de 460 000 personnes à Tallinn et dans le comté de Harju.
La capacité maximale de production d'eau de la station de traitement des eaux d'Ülemiste est d'environ 123 000 m3 par jour.
En 2009, en moyenne 69 000 m3 d'eau étaient injectés dans le réseau d'eau de la ville.
La station de traitement des eaux usées de Paljassaare a une capacité maximale d'environ 350 000 m3 par jour.
En 2009, la quantité moyenne d'eaux usées traitées était de 110 000 m3 par jour .

## Propriétaires
AS Tallinna Vesi a été fondée en 1997, lorsque le service des eaux de la ville a été transformée en société anonyme. 
La propriété entière de la société est restée à la ville de Tallinn jusqu'en 2001, date à laquelle la majorité des actions ont été vendues à la société britannique United Utilities. 
Enfin, Tallinna Vesi a été cotée à la Bourse de Tallinn le 1er juin 2005.
Fondée en 2010, OÜ Watercom, filiale de Tallinna Vesi, propose des services liés à l'eau aux collectivités locales, aux entreprises et aux clients privés.
La ville de Tallinn est restée le principal propriétaire de l'entreprise et, fin 2017, elle détenait 34,7 % des actions de Tallinna Vesi. 
United Utilities détenait alors 6,5 pour cent des actions.
En octobre 2018, l'action de la société a été incluse dans l'indice OMX Baltic 10, qui est l'indice boursier du Nasdaq Tallinn pour les actions de dix sociétés cotées clés basées dans les pays baltes.